# 幻洋社
有限会社幻洋社（げんようしゃ）は、北海道函館市の出版社。創業者である東福洋が1986年（昭和61年）から死去する3年前である2005年（平成17年）までの間、所在地である函館市を中心に、北海道にまつわる書籍・雑誌を出版していた。

## 概要
雑誌社、通販会社の編集部門で働いていた東福洋が、故郷である函館市に里帰りし、設立した出版社である。
設立当時は、函館唯一の出版社であった。ラジオ番組で「地方の生きのいい、ぴちぴちとしたテーマをもとに、いい本づくりが私たちの手で生まれてもいい」と意気込みを語っていた通り、地域の歴史に関わる書籍のみならず、「はこだでぃ」などのタウン誌のような形態の雑誌も発行していた。

## 刊行物

### 書籍
- 1987年（昭和62年）
  - 元木省吾『新編=函館町物語』
    - 1961年（昭和36年）4月から1年間、NHK函館放送局で毎週1回朝放送された「郷土昔話」の原稿を補強したもの[4]。
- 1988年（昭和63年）
  - 齋藤與一郎『函館歴史エッセイ 非魚放談』
    - 4月15日発行。1958年5月30日函館郷土文化会(現・一般社団法人函館文化会)がNHK函館放送局の協力を得て発行した『非魚放談』を底本とし、復刻したもの。NHK函館放送局で放送した齋藤出演の郷土史に関する同名番組の書き起こし。
- 1991年（平成3年）
  - 日本放送協会 函館放送局（編）『ラジオトーク 道南を語る』
    - 12月6日発行
- 1992年（平成4年）
  - 森影依『北海道怪異地図』
    - 11月21日発行
- 1993年（平成5年）
  - 小野寺脩郎『啄木の骨』
- 1996年（平成8年）
  - 永田青雲『道南の碑 - 北海道道南における碑碣・墓銘の研究』
    - 7月25日発行
- 2003年（平成15年）
  - 堀井利雄（著）東福洋（編）『函館駅百年物語』
    - 9月15日発行

## 雑誌
- 「はこだでぃ」 - タウン誌 (1991年 - 1999年) - 月刊 → 隔月刊 → 不定期刊